# B36 토르스하운
B36 토르스하운 또는 FC 토르스하운은 페로 제도의 축구 클럽으로 토르스하운을 연고로 1936년에 창단되었다. 클럽명의 Bóltfelagið는 페로어로 "구단"을 뜻한다. B36 토르스하운은 HB 토르스하운과 같은 홈구장인 군다달루르 경기장을 사용한다.

## 역사
B36은 1936년 3월 26일에 창단되었다. 사실 B36은 1935년부터 축구 경기를 했었지만 정식으로 창단된 것은 1936년이다. B36은 1904년에 창단된 HB 토르스하운과 같은 연고지인 토르스하운에서 수위를 다투는 팀으로 주요한 라이벌이다. 하지만 이 라이벌 관계는 한계가 있는데, 그 이유는 B36의 공식 책이 1997년에 출판되었는데 이는 HB의 책을 주요 출처로 사용했기 때문이다. B36의 초기의 문서들이 소실되었기 때문에, HB의 것을 사용할 수밖에 없었다. B36이 창단되면서 HB와의 군다달루르 경기장의 사용권을 두고 매년 분쟁이 일어나고 있다. 오늘날 B36은 페로 제도의 강팀 가운데 하나이다. 또한 유소년 시스템을 잘 갖추고 있기 때문에 재능을 가진 선수를 많이 발굴하고 있다.

## 역대 성적
- 페로 제도 프리미어리그

우승 (9): 1946, 1948, 1950, 1959, 1962,1991,1997, 2001, 2006
- 페로 제도 컵

우승 (7): 1965, 1991,1997,2001, 2003, 2005, 2018
- 페로 제도 슈퍼컵

우승 (1): 2006

## 유럽 대회 결과
| 시즌    | 대회              | 라운드    | 클럽                    | 경기결과 |
| ------- | ----------------- | --------- | ----------------------- | -------- |
| 1992-93 | UEFA 컵위너스컵   | 예선전    | 아베니르 베겐           | 0-1, 1-1 |
| 1997-98 | UEFA 인터토토컵   | 조별리그  | 겡크                    | 0-5      |
|         |                   | 조별리그  | 스타백                  | 0-5      |
|         |                   | 조별리그  | 디나모 모스크바         | 0-1      |
|         |                   | 조별리그  | 파나차이키              | 2-4      |
| 1998-99 | UEFA 챔피언스리그 | 예선1회전 | 베이타르 예루살렘       | 1-4, 0-1 |
| 1999-00 | UEFA컵            | 예선전    | 앙카라귀쥐              | 0-1, 0-2 |
| 2000-01 | UEFA컵            | 예선전    | 아카데미스크            | 0-8, 0-1 |
| 2002-03 | UEFA 챔피언스리그 | 예선1회전 | 토르페도 쿠타이시       | 2-5, 0-1 |
| 2004-05 | UEFA컵            | 예선1회전 | 리에파야스 메탈루르크스 | 1-3, 1-8 |
| 2005-06 | UEFA컵            | 예선1회전 | IBV                     | 1-1, 2-1 |
|         |                   | 예선2회전 | FC 미틸란               | 1-2, 2-2 |
| 2006-07 | UEFA 챔피언스리그 | 예선1회전 | 비르키르카라            | 3-0, 2-2 |
|         |                   | 예선2회전 | 페네르바체              | 0-4, 0-5 |
| 2007-08 | UEFA컵            | 예선1회전 | 에크라나스              | 1-3, 2-3 |
| 2008-09 | UEFA컵            | 예선1회전 | 브뢴비                  | 0-1, 0-2 |
| 2009/10 | 유로파리그        | 예선1회전 |                         |          |

굵은 글씨가 홈경기

## 선수 명단

### 현역
- 손니 나테스타드(2020, 2022 ~ )
- 하네스 아그나르손(2016 ~ 2021, 2022 ~ )
- 타우피 스칸다리(2023 ~ )
- 미할 다미안 프지빌스키(2018, 2019 ~ 2021, 2022 ~ )